# Antecedente (lógica)
Um antecedente é a primeira metade de uma proposição hipotética, sempre que a cláusula "se" precede a cláusula "então". Ele também é conhecido pelos princípios de uma pessoa para um problema possível ou hipotético.

## Estrutura lógica
- Se P, então Q.

Esta é uma formulação não lógica de uma proposição hipotética. Neste caso, o antecedente é P, e a consequente é Q. Em uma implicação, se {\displaystyle \phi } implica {\displaystyle \psi } então  {\displaystyle \phi } é chamado o antecedente e {\displaystyle \psi } é chamado a conseqüente.

## Exemplos
- Se X é um homem, então X é mortal.

"X é um homem" é o antecedente para esta proposição.
- Se os homens andaram na lua, então eu sou o rei da França.

Aqui, "os homens andaram na Lua" é o antecedente.